# Грир, Джон Александр
Джон Александр Грир (англ. John Alexander Greer; 18 июля 1802, Шелбивилл, Теннесси — 4 июля 1855) — американский политик, 2-й вице-губернатор Техаса.

## Биография
Грир родился 18 июля 1802 года в Шелбивилле, штат Теннесси. Он жил в Кентукки до переезда в Техас в 1830 году.
В 1837—1845 годах Грир представлял город Сан-Огастин в Конгрессе Республики Техас.
В июле 1845 года Энсон Джонс, последний президент Республики Техас, назначил его министром финансов. В 1847—1851 годах Грир был вице-губернатором Техаса.